# 香港水玉杯
香港水玉杯（學名：Thismia hongkongensis）是水玉簪科水玉杯屬下的一個腐生草本植物物種。2015年2月5日，由香港自然探索學會委員馬錫成發現，並與香港大學生物科學學院教授Richard Saunders於PhytoKeys期刊共同發表的香港特有種。本物種於2013年8月在大埔滘自然護理區發現。

## 型態描述
如同其他同屬物種，本物種的葉片已退化成白色的鱗片，而且無法進行光合作用，要依賴根莖中共生的真菌提供養分。花期由4月至9月的春夏之間，花瓣棕紅色，長一厘米，每朵花的壽命只有兩至三星期。其子房內的種子為橄欖綠色，與三絲水玉杯的米黃色種子不同。

## 分佈
本物種目前只見於香港的大埔滘自然護理區，而且種群只有十數株，所以極為珍稀。然而由於本物種相較其他同屬物種細小，較難被發現，所以發現者根據其他同屬物種的分佈，推斷本物種有可能會中國的雲南、廣西及海南等省區發現。